# Зиль (река)

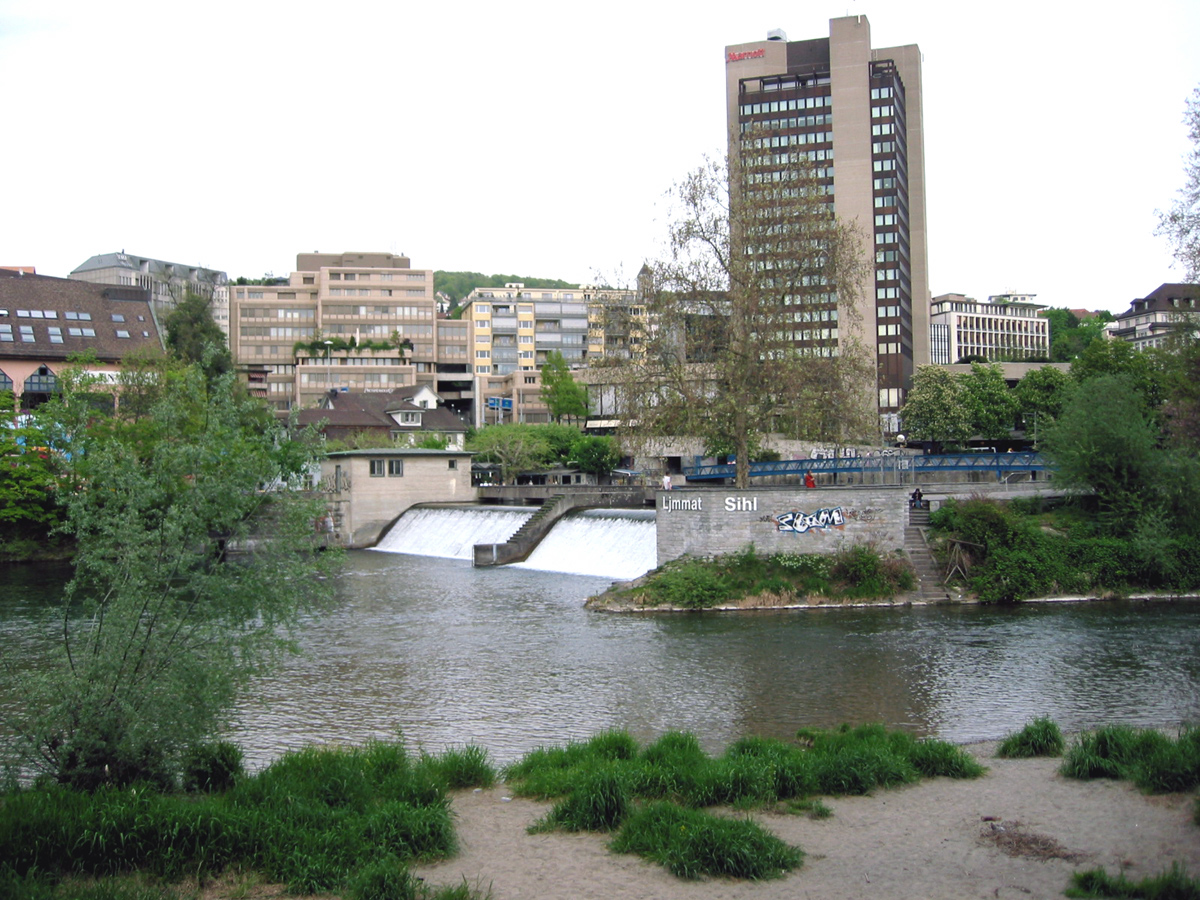

Зиль (нем. Sihl) — река в Швейцарии. Длина реки составляет 68 км. Бассейн охватывает территорию в 341 км². Средний расход воды в устье составляет около 12 м³/с.
Река берёт своё начало в Альпах в кантоне Швиц. Впадает в реку Лиммат в пределах Цюриха. Название происходит от кельтского слова и означает «сильная». Впервые упоминается в 1018 году в форме Sylaha. Другое толкование названия — от кельтского корня sîl, относящегося к воде, с добавленным суффиксом германского происхождения ahha — «вода», «текущий».